# L'immortale leggenda
L'immortale leggenda (L'éternel retour) è un film del 1943 diretto da Jean Delannoy.
Si può considerare una versione riveduta e aggiornata del mito di Tristano e Isotta.

## Trama
Una rilettura cinematografica in chiave contemporanea della leggenda di un amore infelice, l'amore travolgente tra Patrice e Nathalie, tragico destino favorito da un filtro magico elaborato da Anne per facilitare il matrimonio tra lo zio di Patrice, Marc, e la stessa Nathalie, filtro magico che l'inquietante e perverso Roland versa loro in una bevanda che i due giovani condividono in un momento di leggera spensieratezza e che li porta all'innamoramento fatale.

## Accoglienza
Realizzato negli anni del Governo di Vichy, quando il cinema francese privilegiava «le commedie leggere, gli adattamenti letterari, i melodrammi, il realismo nero dei polizieschi e le ambientazioni storiche e fantastiche».     Una particolare età dell'oro, come è stata definita, oscillante tra «il collaborazionismo e la resistenza, tra l'Occupazione e la Liberazione». Georges Sadoul definisce il film piuttosto glaciale e, ricordando che «ebbe un successo commerciale enorme nel nero periodo dell'occipzione tedesca» lo considera, nel 1965, «un pezzo  completamente superato come i maglioni 1943 di Jean Marais o la pettinatura della bionda Madeleine Sologne. Pregi e difetti appartengono più a Cocteau  che all'esecutore Delannoy». Una interpretazione successiva considera l'amore tra Patrice e Nathalie come il conflitto tra ordine e disordine, consolidando l'ordine nell'inconciliabilità tra sentimenti e interessi. Condannando l'adulterio L'éternel retour consolida il potere dell'ordine, anche quando è rappresentato, come in questo caso, decadente, sterile e cristallizzato.